# LT United
LT United is een Litouwse popgroep die speciaal werd opgericht om deel te nemen aan Eurovisiesongfestival 2006.
Nadat Litouwen op het songfestival jarenlang ondermaats had gepresteerd, besloot het land het in 2006 om het over een andere boeg te gooien. Men vond dat het tijd was voor iets totaal anders en er werd een lange reeks voorrondes gehouden om een geschikte kandidaat te vinden. In deze selectie viel de groep LT United het meest op. De uit zes heren bestaande formatie had een clowneske act bedacht en de titel van het nummer, We are the winners (of Eurovision), zou bovendien garant staan voor een hoop media-aandacht. Met grote voorsprong werden de voorrondes dan ook gewonnen en LT United mocht afreizen naar de Griekse hoofdstad Athene.
LT United deed Europa in eerste instantie de wenkbrauwen fronsen. De spot van de act werd niet door iedereen begrepen, en de komisch bedoelde songtekst van We are the winners, waarin tevens werd opgeroepen massaal op Litouwen te stemmen, werd door sommigen als arrogant ervaren. De kansen op een hoge notering leken zodoende niet al te hoog. Toch groeiden de heren van LT United tijdens de halve finale uit tot grote publieksfavorieten. De 5de plek die de groep behaalde was goed genoeg om door te mogen naar de grote finaleshow. Met 162 punten werd hierin uiteindelijk een zesde plek bemachtigd, het grootste succes voor Litouwen ooit op een Eurovisiesongfestival. De mannen van LT United werden bij terugkomst in het thuisland dan ook als helden ontvangen. In sommige andere landen stond het succes van We are the winners symbool voor de opvatting dat de act op het songfestival definitief belangrijker geworden is dan de zang.

## Leden
- Andrius Mamontovas
- Saulius 'Samas' Urbonavičius
- Viktoras Diawara
- Marijonas Mikutavičius
- Arnoldas Lukošius
- Eimantas Belickas